# Lakatos Zsanett
Lakatos Zsanett (Székesfehérvár, 1994. december 26. –) világbajnok magyar kenus.

## Sportpályafutása
A Velencei-tavi VSI-ben kezdett sportolni kajakozóként. 2009-ben a Győri VE versenyzője lett. 2011-ben állt át a kenu szakágra. A 2012-es Európa bajnokságon Takács Kincsővel aranyérmet szerzett C2 500 méteren. A szám nem volt hivatalos verseny, mivel csak három egység indult el. A 2013-as Eb szintén nyertek, de újra nem volt hivatalos a verseny. Két hét múlva az U23-as Eb-n egyesben és párosban (Takács) is első lett. Ugyanezt az eredményt megismételte a korosztály világbajnokságán is. A duisburgi világbajnokságon C1 200 méteren bronzérmet szerzett, C2 500 méteren pedig Takács Kincsővel másodikok lettek.
A 2014-es Európa-bajnokságon C1 200 méteren második, párosban (Takács) első helyezést ért el. Az U23-as vb-n egyéniben ezüstérmes, csapatban első volt. A moszkvai világbajnokságon világbajnokok lettek C2 500 méteren, C1 200 méteren hatodiknak ért be.
A 2015-ös kontinens viadalon egyesben és kettesben is ezüstérmes volt. A milánói világbajnokságon C2 500 méteren bronzérmet szereztek. A maratoni világbajnokságon aranyérmes lett. Ezzel ő lett a versenyszám első világbajnoka.
A 2016-os Európa-bajnokságon C1 200 méteren kizárták, mert a hajója az előírtnál könnyebb volt. Az U23-as vb egyesben a dobogó legfelső fokára állhatott. A maratoni vb-n megvédte a bajnoki címét. 2017-től az UTE versenyzője lett. A 2017-es maratoni vb-n második helyen végzett. A 2018-as Eb-n egyesben negyedik helyen ért a célba, 5000 méteren második volt. A világbajnokságon C1 500 méteren ötödik, 5000 méteren hatodik volt. 2019-ben világbajnoki negyedik helyezést szerzett 5000 méteren.
2021 szeptemberében bejelentette a visszavonulását.

## Díjai, elismerései
- Az év magyar kenusa (2013,[26] 2016[27])